# Шорина, Нина Ивановна (кинодеятель)
Нина Ивановна Шорина (род. 10 марта 1943, Москва) — советская и российская киноактриса, режиссёр и сценарист.

## Биография
Нина Ивановна Шорина родилась 10 марта 1943 года в Москве. Училась на актёрском факультете ВГИКа (мастерская Я. Сегеля), окончила режиссёрский факультет ВГИКа (мастерская документального кино Л. Кристи). В кино снималась с детства.
С 1972 года на студии «Союзмультфильм», режиссёр мультипликационных фильмов. Интенсивно работала над высвобождением формы из-под гнета традиционных жанров и тематики «обычной мультипликации».
В 1993 году работала на студии анимационных фильмов «Animac» (Франция). В 1994 организовала студию игрового фильма «Переводы с восточного». 
Автор публикаций в прессе и специальных сборниках по анимации.

## Творчество

### Актриса
- 1953 — Огни на реке — Нюра
- 1954 — Морской охотник — Маня
- 1957 — Пастух
- 1960 — Первое свидание — Виолетта Петровна Макарова, студентка второго курса журналистики
- 1960 — Своя голова на плечах — Наташа
- 1961 — А если это любовь? — Рита Кабалкина
- 1961 — Наш общий друг — Маша Кошелева, комсорг
- 1964 — Спроси своё сердце — Галя, невеста Фёдора
- 1967 — Звёзды и солдаты — медсестра
- 1984 — Заморозки имели место — эпизод
- 1999 — Переводы с восточного — главная роль

### Режиссёр м/ф
- 1968 — Окно в Советский Союз[3]
- 1969 — Плодоовощные консервы[4]
- 1972 — Не спеши[5]
- 1974 — Шоколад в цветной фольге[6]
- 1976 — Незнайка в Солнечном городе
- 1978 — Муми-тролль и комета (2-я серия)
- 1978 — Муми-тролль и комета: Путь домой
- 1979 — Так намного удобнее[7]
- 1981 — Недобрая Ладо
- 1982 — Прекрасная Пери
- 1983 — Сказке об очень высоком человеке
- 1984 — Про Буку
- 1985 — Пудель
- 1986 — Дверь
- 1988 — Сон
- 1989 — Второе Я
- 1991 — Комната смеха
- 1993 — Сквозняк

### Режиссёр кино
- 1999 — Переводы с восточного
- 2002 — Иван-чай (короткометражный, посвящён памяти Андрея Тарковского)
- 2007 — Ницше в России
- 2009 — цикл документальных фильмов «Кавказ без войны»

### Сценарист
- 1989 — Второе Я
- 1991 — Комната смеха
- 1999 — Переводы с восточного
- 2002 — Иван-чай
- 2007 — Ницше в России

### Художник
- 1999 — Переводы с восточного

### Продюсер
- 1999 — Переводы с восточного
- 2002 — Иван-чай
- 2007 — Ницше в России

## Награды
- «Дверь» — гран-при «Оберхаузен-87»; приз за лучшую режиссуру на Фестивале юмора и сатиры в Габрово (1987); специальный приз жюри на МКФ в Анси (1987); фильм вошёл в десятку лучших мультипликационных фильмов мира за 1987 год[2]
- «Пудель» — гран-при «Лучший детский фильм» на фестивале в Бурк-ан-Брес, Франция (1987)
- «Комната смеха» — лучший фильм ретроспективной программы на фестивале в Сиджесе, Испания (1991)
- «Сквозняк» — приз на фестивале «КРОК» «За развитие киноязыка анимации»
- «Переводы с восточного» — приз французских критиков «Снимаем шляпу» (Онфлёр, Франция), приз российского фестиваля «Женщина и кино» «За развитие киноязыка» (1999)